# 民政總署圖書館

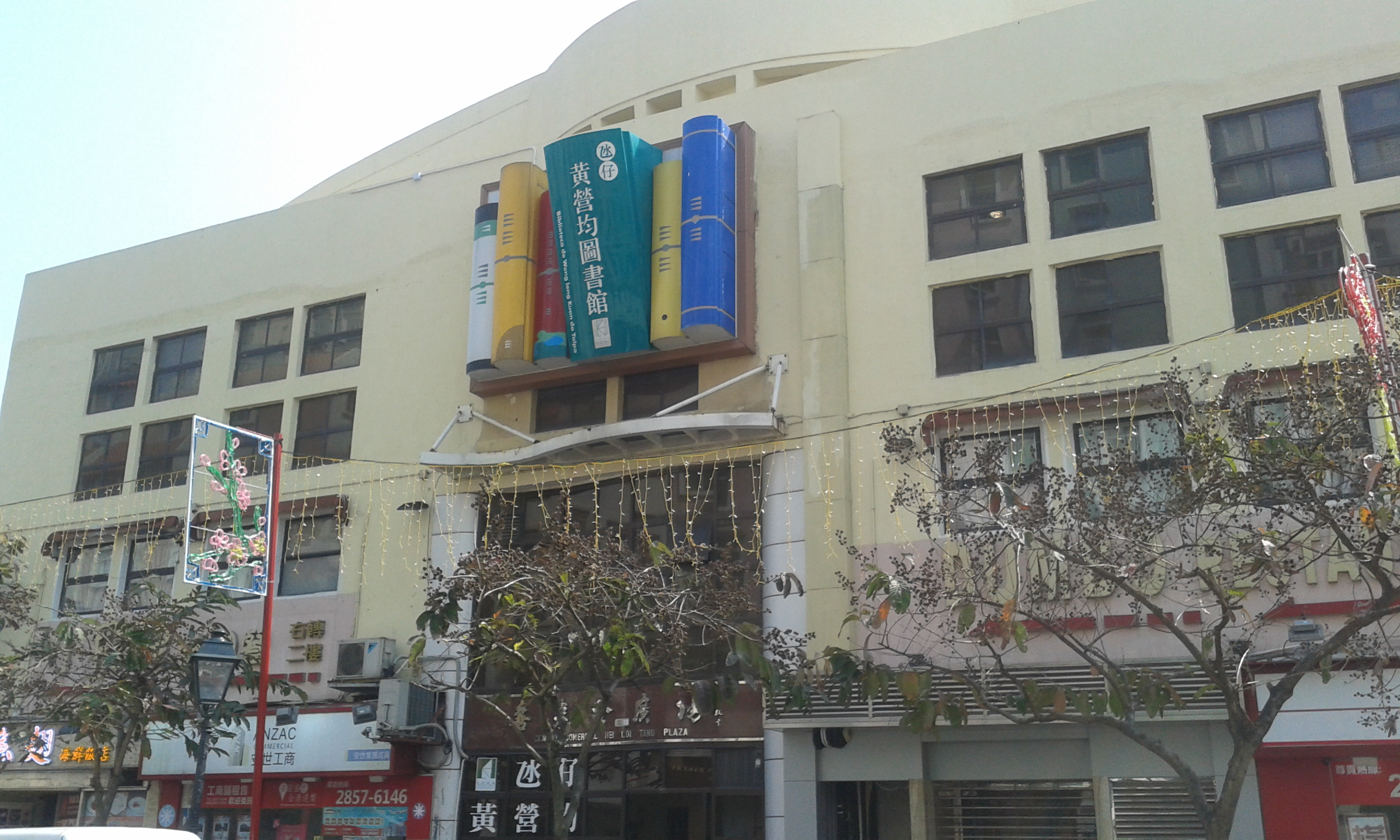
氹仔黃營均圖書館（2022年1月1日起停止服務歸還市政署作其他用途）

民政總署圖書館，曾經為澳門其中一個公共圖書館網絡，當時由民政總署管理，2016年1月1日和文化局轄下的澳門中央圖書館網絡合併為澳門公共圖書館。合併前的館網藏書量約113,000冊（2014年3月）。
民政總署圖書館由何賢公園圖書館、紀念孫中山公園黃營均圖書館、白鴿巢公園黃營均圖書館、黑沙環公園黃營均圖書館、氹仔黃營均圖書館、下環圖書館及黑沙環公園黃營均兒童圖書館組成。最早開放的是位於何賢公園內的何賢公園圖書館，於1993年對外開放；其次是1996年對外開放、位於紀念孫中山公園內的黃營均圖書館；白鴿巢公園內的黃營均圖書館則於1999年11月開放；而位於黑沙環公園及氹仔地堡街喜來登廣場兩間黃營均圖書館，前者於2004年11月正式對外開放，後者則於2005年1月對外開放；下環圖書館於2009年12月開放使用；2011年7月2日正式啟的用黑沙環公園黃營均兒童圖書館為民署轄下首間兒童圖書館，也是合併前該館網最後一間新啟用的圖書館。
各館之中，位於紀念孫中山公園及白鴿巢公園內的黃營均圖書館是由秘魯華僑黃營均先生捐資興建，而位於黑沙環公園及氹仔的三間新館亦是由黃營均基金會贊助部份費用興建而成。
民政總署圖書館的一大特色是多數分館位於公園內（何賢公園圖書館、紀念孫中山公園黃營均圖書館、白鴿巢公園黃營均圖書館、黑沙環公園黃營均圖書館及黑沙環公園黃營均兒童圖書館）或位於民居之中（氹仔黃營均圖書館及下環圖書館），而且分佈於不同的區域，為各區的讀者提供服務。現時館藏只對圖書館讀書會會員提供借閱服務。圖書館現存圖書約130,000冊，其中何賢公園圖書館有19,000冊、白鴿巢公園黃營均圖書館約有25,000冊，紀念孫中山公園黃營均圖書館約有18,600冊，黑沙環公園黃營均圖書館約有藏書19,000冊，氹仔黃營均圖書館則約有26,000冊圖書、下環圖書館約18,000冊、黑沙環公園黃營均兒童圖書館存有6,000冊兒童書籍。為了滿足現時資訊快速更新，大眾對於資訊的需求，圖書館亦為市民提供除包括澳門及其鄰近地區（包括中國內地、香港、台灣以及國外）不同主題的期刊及報章超過200種，包括經濟、社會時事、國際消息、教育、體育、電子科技、貿易等。
除此之外，圖書館為了推廣閱讀，特地為不同的對象設計出不同類型的活動，例如故事天地（十二歲以下兒童）、親子共讀（親子）、書友仔（小學生）等。同時也有以聚會方式舉辦的專題活動，讓讀書會會員能共聚一堂，分享閱讀心得。　　

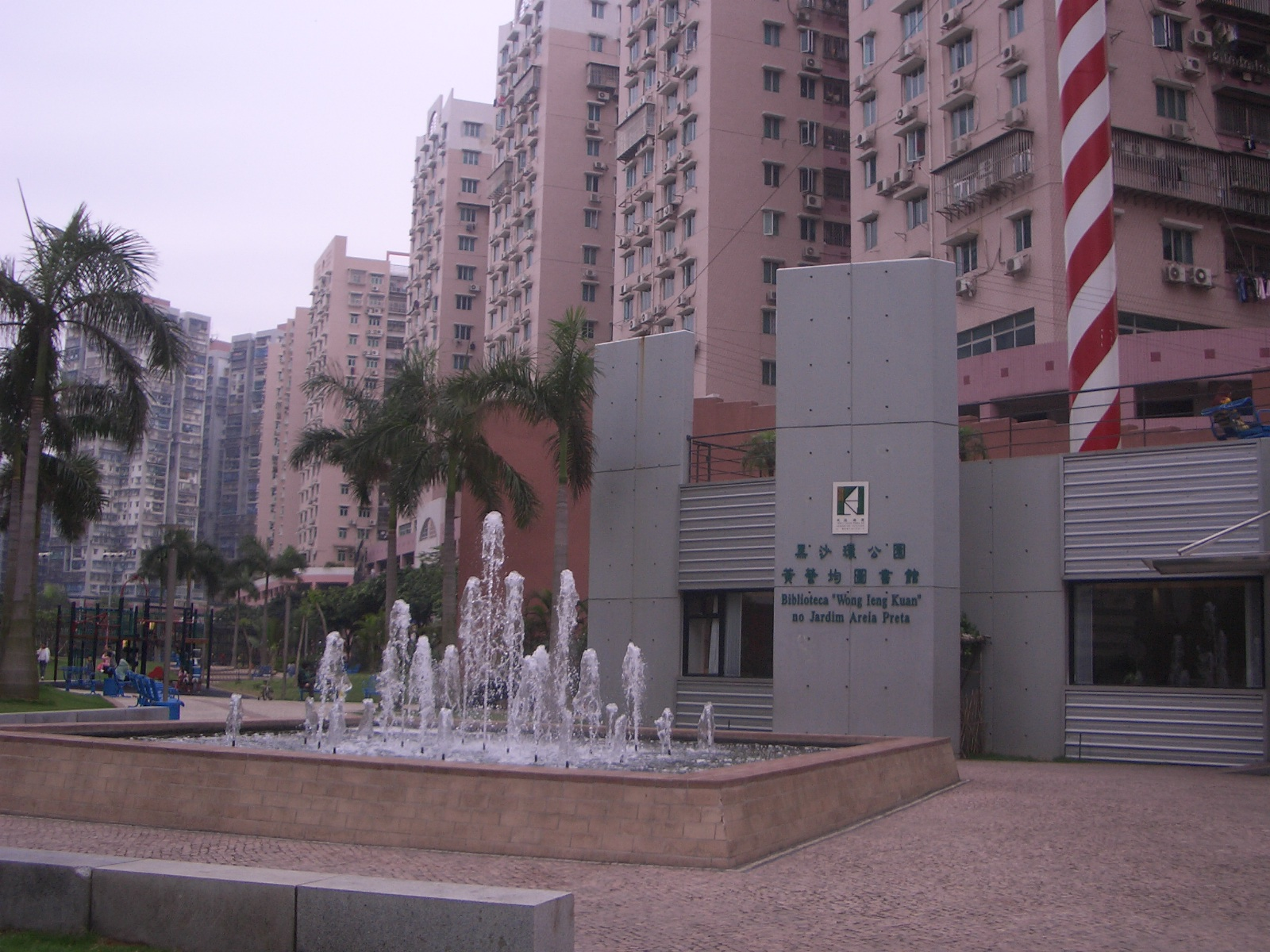
位於黑沙環公園的黑沙環公園黃營均圖書館

## 聯絡地址
開放時間：逢星期二至日　8:00 - 20:00（星期一及公眾假期除外）
| 圖書館                     | 地址                               | 電話      | 傳真      |
| -------------------------- | ---------------------------------- | --------- | --------- |
| 紀念孫中山公園黃營均圖書館 | 何賢紳士大馬路紀念孫中山市政公園   | 2855 9023 | 2855 9021 |
| 白鴿巢公園黃營均圖書館     | 白鴿巢前地白鴿巢公園               | 2895 3079 | 2895 3305 |
| 黑沙環公園黃營均圖書館     | 黑沙環勞動節大馬路黑沙環公園（南） | 2845 1892 | 2845 0353 |
| 黑沙環公園黃營均兒童圖書館 | 黑沙環勞動節大馬路黑沙環公園（北） | 2843 7077 | 2843 7486 |
| 何賢公園圖書館             | 新口岸宋玉生廣場何賢公園           | 2870 6941 | 2870 6939 |
| 下環圖書館                 | 澳門李加祿街下環街市三樓下環圖書館 | 8294 7940 | 8294 7944 |

## 圖書館簡介

### 黃營均圖書館
黃營均圖書館，是以捐資者秘鲁華僑黄營均命名的圖書館，現由文化局所管轄。
黃營均圖書館的捐資者為秘鲁華僑黄營均，於1996年捐資澳門幣1500萬元成立黃營均基金會。黃營均年幼時，因隨父輩離鄉在香港營商，所以自小失學。1940年代，更遠赴秘魯，直到80年代退休返回澳門居住。他認為，圖書館對其成長和汲取知識大有裨益，故決意在澳門籌建圖書館，造福年青人和市民。1996年，黃營均基金會成立，宗旨為「設置、維護黃營均圖書館，進行文化、教育、慈善活動，宏揚傳統中華文化」。現在澳門已有的5所黃營均圖書館，全由黃營均捐資興建或裝修、添置設備和藏書。除氹仔黃營均圖書館外，其他黃營均圖書館全都位於澳門公園範圍。5所黃營均圖書館分佈在澳門半島和氹仔。

#### 紀念孫中山公園黃營均圖書館

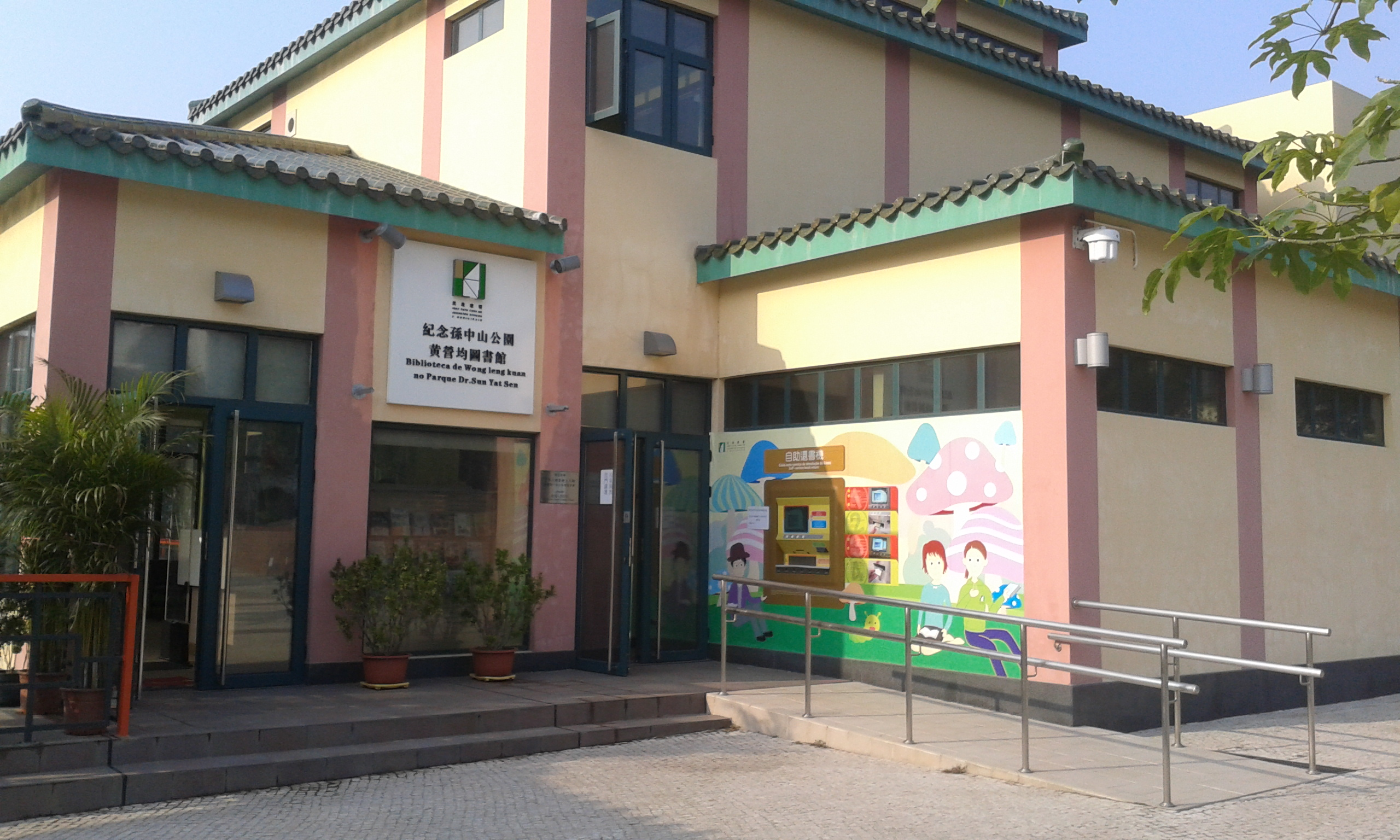
紀念孫中山市政公園黃營均圖書館新館

此為第一所黃營均圖書館，於1996年4月26日正式開幕。圖書館分兩層，上層為普通閱覽室及期刊閱覽室，下層為兒童閱覽室。兒童閱覽室每星期六及日下午三時，均會定期舉辦"故事天地"活動，主要對象為兒童，屆時會有導師領導小朋友在故事中享受閱讀的樂趣。2014年1月24日本圖書館遷住旁邊的新館，新館由原來一所餐廳改建成的，新館依然提供書籍閱覽服務，設有多媒體室、兒童閱覽區及報刊閱覽區，供市民休閒學習之用。
- 藏書量：約18,600冊
- 座位：80個

#### 白鴿巢公園黃營均圖書館
此為第二所黃營均圖書館，於1999年11月9日落成啟用。圖書館分兩層，上層為兒童閱覽室，並有專區收藏政府公報合訂本，下層為圖書、報紙及雜誌閱讀區。
- 藏書量：約25,000冊
- 座位：80個

#### 氹仔黃營均圖書館（於2022年1月1日起停用）

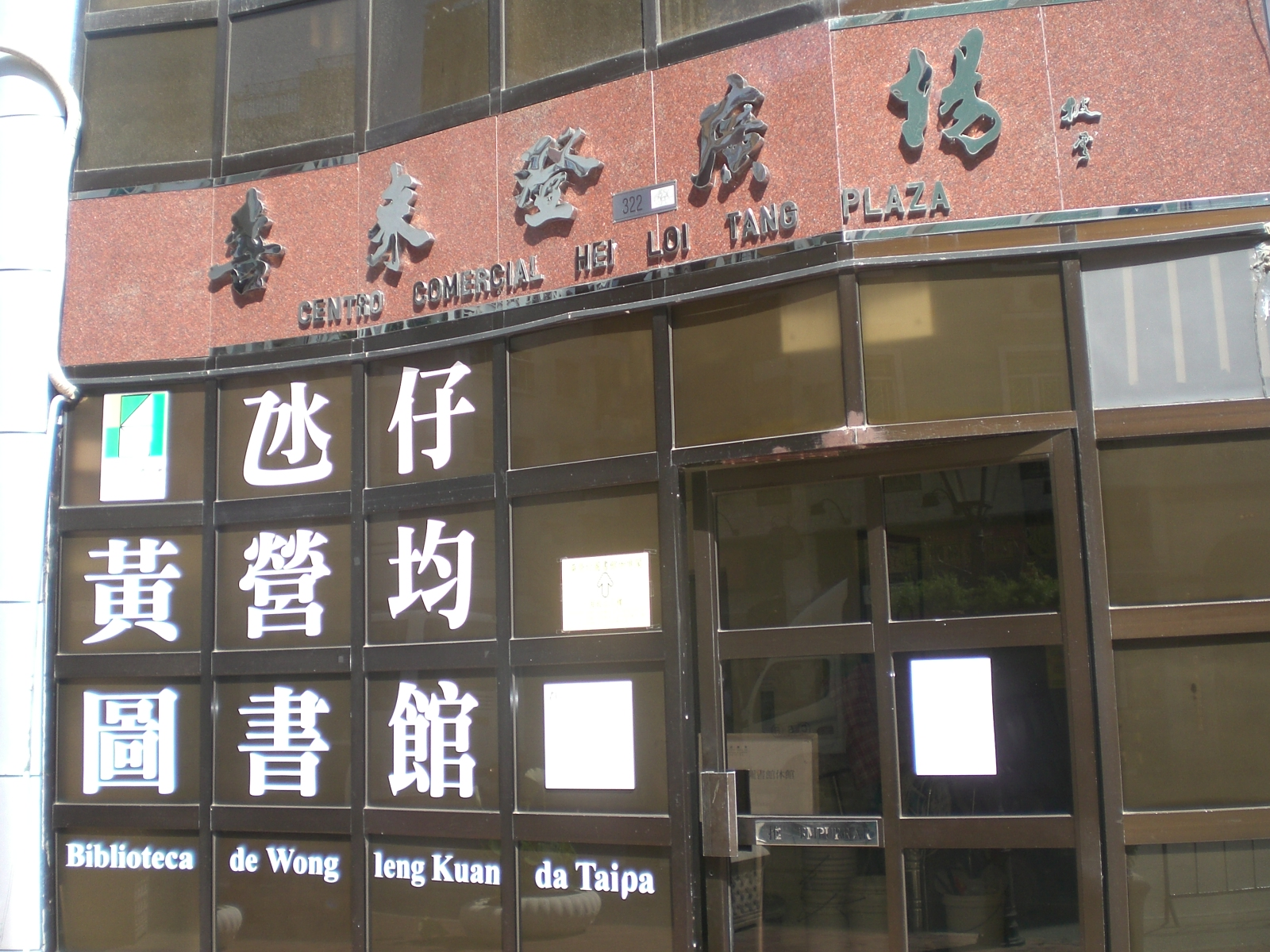
氹仔黃營均圖書館

此為第三所黃營均圖書館，二樓為可作多種不同用途文康活動中心和兒童閱覽室；三樓設小型展覽區、多媒體視廳室和圖書閱覽區。圖書館逢週末週日舉辦活動，包括故事天地、動畫欣賞會、親子講座和書友會等。另還設有小型咖啡室，提供飲品小食售賣服務。
- 藏書量：約26,000冊
- 座位：120個

2021年12月10日，文化局宣佈為整合及善用公共資源，經綜合考慮場館條件及使用情況，文化局公共圖書館管理廳轄下氹仔黃營均圖書館將於2022年1月1日起停止服務，有關場館將歸還予市政署。

#### 黑沙環公園黃營均圖書館

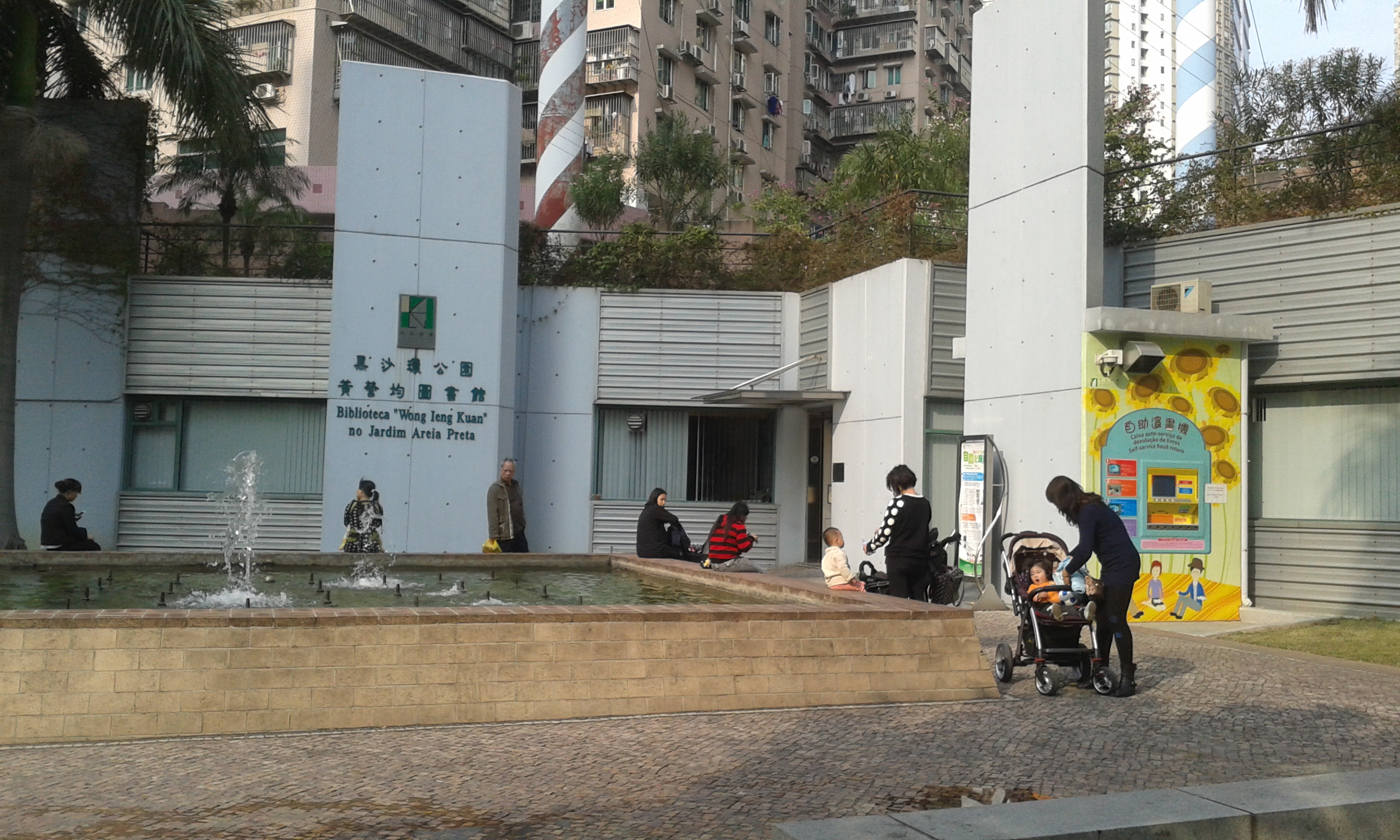
黑沙環公園黃營均圖書館

此為第四所黃營均圖書館，於2004年11月15日啟用。圖書館分左右兩翼，原左面為兒童閱覽室，右面為圖書閱覽室。現在兒童閱覽室部分現已分柝為黑沙環公園黃營均兒童圖書館。圖書館逢週末週日舉辦活動，包括故事天地、動畫欣賞會、青少年活動、讀書會和小義工及義工媽媽募集等。
- 藏書量：約19,000冊
- 座位：65個

#### 黑沙環公園黃營均兒童圖書館

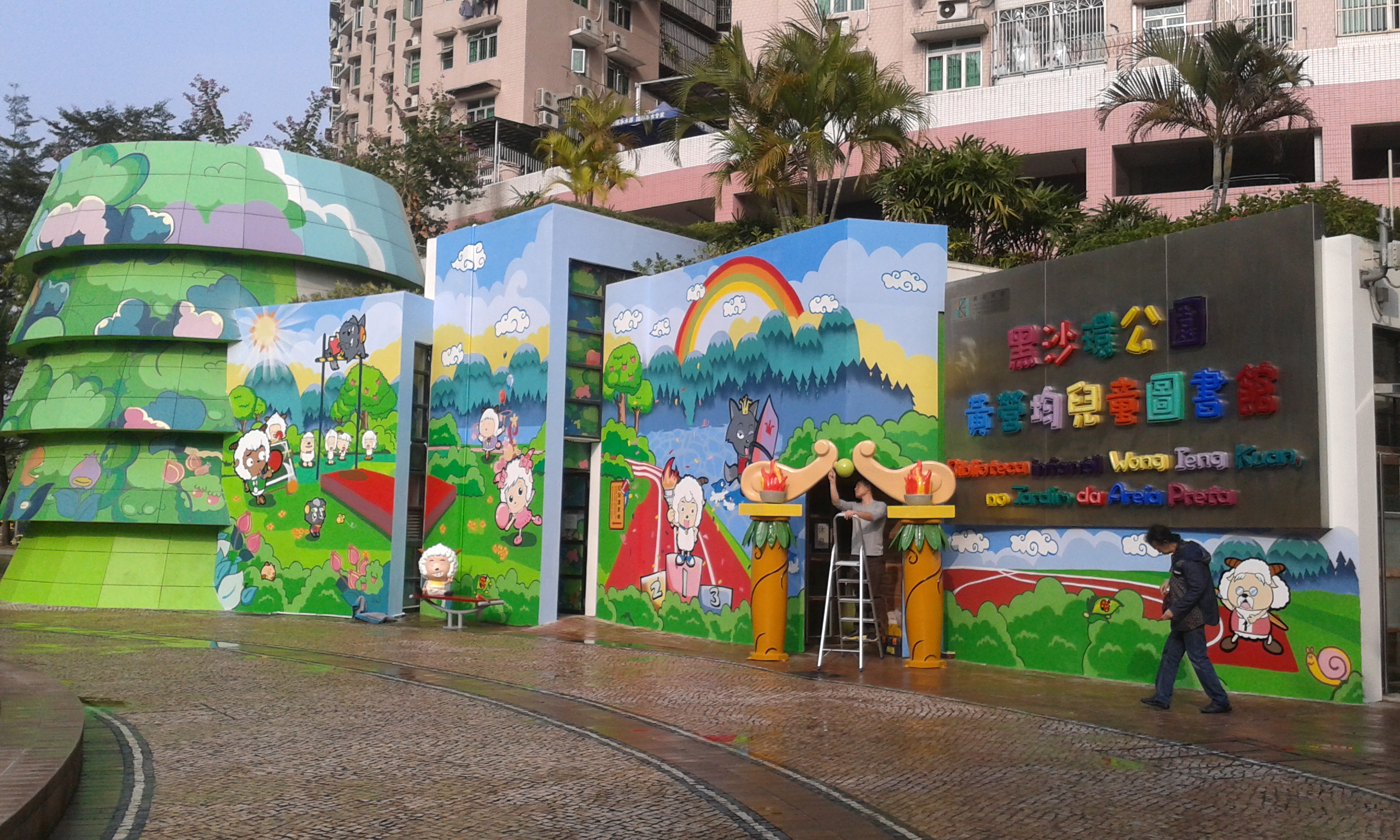
黑沙環公園黃營均兒童圖書館

此為第五所黃營均圖書館，也是現時澳門唯一一所兒童圖書館，它是由黑沙環公園黃營均圖書館的兒童閱覽室獨立出來的。館內特設有一圓形兒童遊戲空間，作為兒童遊玩及舉辦活動之用。
- 藏書量：6000冊
- 座位：50個

## 發展動向
政府計劃重新整合目前的圖書館網絡，並已進行“澳門公共圖書館系統及新中央圖書館研究”的諮詢和可行性研究工作，同時發表了諮詢文件。

## 外部連結
- 澳門公共圖書館 （页面存档备份，存于）